# Ctimene piepersiata
Ctimene piepersiata är en fjärilsart som beskrevs av Pieter Cornelius Tobias Snellen 1881. Ctimene piepersiata ingår i släktet Ctimene och familjen mätare. Inga underarter finns listade i Catalogue of Life.